# Frostproof
Frostproof é uma cidade localizada no estado americano da Flórida, no condado de Polk. Foi incorporada em 1921.

## Geografia
De acordo com o United States Census Bureau, a cidade tem uma área de 49,7 km², onde 27,6 km² estão cobertos por terra e 22,1 km² por água.

### Localidades na vizinhança
O diagrama seguinte representa as localidades num raio de 24 km ao redor de Frostproof.

## Demografia
Segundo o censo nacional de 2010, a sua população é de 2 992 habitantes e sua densidade populacional é de 108,37 hab/km². Possui 1 570 residências, que resulta em uma densidade de 56,86 residências/km².